# Washington Stecanela Cerqueira
Washington Stecanela Cerqueira (* 1. April 1975 in Brasília), besser bekannt als Washington, ist ein ehemaliger brasilianischer Fußballspieler.

## Leben
Washington spielte zunächst bei SC Internacional, AA Ponte Preta und SER Caxias do Sul, ehe ihm bei Paraná Clube der Durchbruch gelang und er von Ponte Preta zurückgeholt wurde. Dort schoss er innerhalb von zwei Spielzeiten in 47 Spielen 34 Tore. Daraufhin wurde man auch in Europa auf ihn aufmerksam und er wechselte 2002 zu Fenerbahçe Istanbul in die Türkei.
In der Süper Lig schoss er in zwölf Spielen neun Tore. Dann wurde jedoch bei einer Koronarangiografie eine Herzerkrankung festgestellt, so dass die behandelnden Ärzte ihm zum Karriereende rieten.
Nach längerer Pause unterschrieb er einen Vertrag bei Athletico Paranaense, für den er ab 2004 spielte. Für den Verein schoss er in seiner Comebacksaison in 38 Spielen 34 Tore. 2005 wechselte er zu Tokyo Verdy 1969 in die japanische J. League. Hier gelangen ihm 22 Saisontore in 33 Spielen. Im Mai 2006 holte ihn Guido Buchwald zu Urawa Red Diamonds. Dort wurde er Landesmeister und Pokalsieger. In seiner ersten Spielzeit gelangen ihm 26 Treffer in 26 Spielen.
Washington spielte ab 2001 in der brasilianischen Nationalelf. Bis zur Entdeckung seiner Herzerkrankung spielte er zehn Mal und erzielte dabei drei Tore. Er nahm am Konföderationen-Pokal 2001 teil. Zuletzt spielte er wieder bei Fluminense FC, wo er mit Ende des Jahres 2010 auch seine Karriere beendete, nachdem er 2009/10 zwischenzeitlich an den FC São Paulo ausgeliehen war.
Im September 2011 errang er für die Demokratische Arbeiterpartei (PDT) ein Mandat in der Stadtverordnetenversammlung der Stadt Caxias do Sul, wo er mit seiner Familie lebt.

## Auszeichnungen
- 2001 – Torschützenkönig der Copa do Brasil
- 2004 – Torschützenkönig der  brasilianischen Série A
- 2006 – Torschützenkönig der J. League
- 2007 – Torschützenkönig der FIFA-Klub-Weltmeisterschaft[1]